# アラン・マランゴーニ
アラン・マランゴーニ（Alan Marangoni、1984年7月16日- ）は、イタリア・ルーゴ出身の自転車競技選手。引退レースとなったツール・ド・おきなわにて、劇的なプロ初勝利を挙げた。

## 経歴

### 2005年
- イタリア選手権 個人パシュート優勝

### 2006年
- イタリア選手権 U-23タイムトライアル優勝

### 2008年
- Giro del Friuli Venezia Giulia 第5ステージ 優勝
- Memorial Davide Fardelli 2位

### 2011年
- ツール・ド・ルクセンブルク 総合10位
- イタリア選手権個人タイムトライアル 3位

### 2018年
- ツール・ド・おきなわ 優勝